# 塔塔班亞足球會
塔塔班亞足球會（Tatabánya SC）是一支位於匈牙利陶陶巴尼奧的職業足球會，成立於1910年2月6日。
球隊在2023–24賽季取得匈牙利足球丙級聯賽東北組冠軍並贏得了升級附加賽，將在2024–25賽季參加匈牙利足球乙級聯賽。

## 外部鏈接
- 官方网站 （匈牙利語）